# Critérium du Dauphiné libéré 1995
La 47e édition du Critérium du Dauphiné libéré a lieu du 4 au 11 juin 1995. La course est partie d'Évian-les-Bains pour arriver à Chambéry. Elle a été remportée par l'Espagnol Miguel Indurain de l'équipe Banesto.

## Les étapes
| Étape     | Date    | Villes étapes                                | type                        | Distance (km) | Vainqueur d'étape | Leader du classement général |
| --------- | ------- | -------------------------------------------- | --------------------------- | ------------- | ----------------- | ---------------------------- |
| Prologue  | 4 juin  | Évian-les-Bains – Évian-les-Bains            | prologue                    | 6,7           | Chris Boardman    | Chris Boardman               |
| 1re étape | 5 juin  | Évian-les-Bains – Montalieu-Vercieu          |                             | 225           | Andreï Tchmil     | Chris Boardman               |
| 2e étape  | 6 juin  | Charbonnières-les-Bains – Guilherand-Granges |                             | 173           | Wiebren Veenstra  | Chris Boardman               |
| 3e étape  | 7 juin  | Tain-l'Hermitage – Tain-l'Hermitage          | contre-la-montre individuel | 36,5          | Miguel Indurain   | Miguel Indurain              |
| 4e étape  | 8 juin  | Guilherand-Granges – Carpentras              |                             | 205           | Richard Virenque  | Miguel Indurain              |
| 5e étape  | 9 juin  | Avignon – Gap                                |                             | 198           | Gilles Talmant    | Miguel Indurain              |
| 6e étape  | 10 juin | Briançon – Vaujany                           |                             | 143           | Richard Virenque  | Miguel Indurain              |
| 7e étape  | 11 juin | Vaujany – Chambéry                           |                             | 164           | Fabian Jeker      | Miguel Indurain              |

## Équipes participantes
Quatorze équipes participent au Critérium du Dauphiné.
| - Aguardiente Antioqueño-Lotería de Medellín - Aubervilliers 93-Peugeot - Banesto - Brescialat |  | - Castorama - Chazal - Collstrop-Lystec - Festina |  | - Gan - Kelme-Surena - Le Groupement |  | - Lotto-Isoglass - Motorola - Mutuelle de Seine-et-Marne |

## Classement général
|     | Cycliste         | Équipe        | Temps               |
| --- | ---------------- | ------------- | ------------------- |
| 1er | Miguel Indurain  | Banesto       | en 28 h 51 min 32 s |
| 2e  | Chris Boardman   | Gan           | + 2 min 21 s        |
| 3e  | Vicente Aparicio | Banesto       | + 3 min 39 s        |
| 4e  | Richard Virenque | Festina-Lotus | + 3 min 54 s        |
| 5e  | Jean-Cyril Robin | Festina-Lotus | + 4 min 6 s         |
| 6e  | Carmelo Miranda  | Banesto       | + 6 min 43 s        |
| 7e  | Miguel Arroyo    | Chazal        | + 7 min 21 s        |
| 8e  | Álvaro Mejía     | Motorola      | + 8 min 20 s        |
| 9e  | Andrea Peron     | Motorola      | + 9 min 22 s        |
| 10e | Thierry Laurent  | Castorama     | m.t.                |